# Sciences comportementales
 (juillet 2011).
Si vous disposez d'ouvrages ou d'articles de référence ou si vous connaissez des sites web de qualité traitant du thème abordé ici, merci de compléter l'article en donnant les références utiles à sa vérifiabilité et en les liant à la section « Notes et références ».
Le terme de sciences comportementales regroupe les disciplines qui explorent les activités et les interactions entre les organismes qui vivent dans la nature. Cela implique analyses systématiques et recherches sur le comportement animal et humain au moyen d'observations contrôlées et naturelles ainsi que des expérimentations scientifiques rigoureuses. Elles visent des conclusions légitimes à travers des formulations rigoureuses. Des exemples d'études comportementales se constituent à travers la psychologie, les sciences cognitives et l'anthropologie.

## Différences entre sciences sociales et sciences comportementales
Le terme de « sciences comportementales » est souvent confondu avec celui de « sciences sociales ». Bien que ces deux champs soient interconnectés et procèdent tous les deux d'une étude systématique du comportement, ils diffèrent sur la profondeur de l'analyse scientifique de plusieurs dimensions du comportement. 
Les sciences du comportement théorisent des données empiriques pour interpréter les processus de décision et les stratégies de communication — à partir et entre — des organismes en relation sociale.
Par contraste, les sciences sociales fournissent un cadre perceptif pour étudier un système social à travers les impacts de l'organisation sociale sur les ajustements structurels des individus et des groupes. Typiquement ces sciences incluent des disciplines telles que la sociologie, l'économie, l'histoire, le « conseil », la santé publique, l'anthropologie et les sciences politiques.

## Catégories des sciences comportementales
Les sciences comportementales incluent deux grandes catégories : neurale — science de la décision —  et sociale  — science de la communication. Les sciences de la décision convoquent des disciplines qui ont fondamentalement à voir avec les processus de décision et le fonctionnement individuel mettant en œuvre la survie de l'organisme dans l'environnement social. Ceci inclut l'anthropologie, la psychologie, les sciences cognitives, la théorie des organisations, la psychobiologie et les neurosciences sociales.
D'un autre côté, les sciences de la communication incluent les disciplines qui étudient les stratégies de communication utilisées par les organismes et les dynamiques entre les organismes et l'environnement. Ceci inclut l'anthropologie, le comportement organisationnel, les études organisationnelles, la sociologie et les réseaux sociaux.